# 181-я стрелковая дивизия (3-го формирования)
181-я стрелко́вая диви́зия — воинское соединение (стрелковая дивизия) ВС СССР в Великой Отечественной войне.
Образована 5 февраля 1943 года путём переформирования 10-й стрелковой дивизии внутренних войск НКВД по штатам РККА и передачи её в состав Красной армии. Войну дивизия завершила в Бреслау (Бреславль).

## История

### Формирование дивизии
5 февраля 1943 года 10-я стрелковая дивизия НКВД передана в состав РККА и переименована в 181-ю Сталинградскую ордена Ленина стрелковую дивизию. Дивизия вошла в состав бывшей Отдельной армии НКВД, переименованной в 70-ю армию. 12 февраля 1943 года сформированная дивизия выдвинулась на запад. По железной дороге части формирования доставлены в район Ельца. С 17 февраля по 3 марта в условиях сильнейших морозов и снежных заносов дивизия совершила тяжелейший 350-километровый марш Косоржа — Золотухино— Фатеж — Верхний Любаж. Несмотря на трудности, дивизия своевременно завершила переход.
Начальник штаба дивизии Василий Зайцев так вспоминал эти события:
Тылы сразу же безнадёжно отстали. Лошади вязли в сугробах, выбивались из сил, и ничто не в состоянии было сдвинуть их с места.

Людям на обжигающем морозе приходилось тащить на себе боеприпасы, технику и другое имущество. Бойцы и командиры несли и везли на лыжных установках пулемёты, батальонные миномёты, 45-миллиметровые пушки и снаряды.

…Снежные заносы почти исключили подвоз продовольствия армейским транспортом. ПО-2 сбрасывали нам мешки с сухими пайками, да что это для целой дивизии! Люди голодали…
Решением командующего Центральным фронтом Генерал-полковника К. Рокоссовского дивизия выведена из состава 70-й армии в резерв фронта и заняла район сосредоточения под Севском. Дивизия передана 65-й армии с оперативным подчинением командиру 2-го гвардейского кавалерийского корпуса для усиления этого участка фронта. Дивизия сменила в обороне части 2-го гвардейского кавкорпуса и включилась в тяжёлые, изнурительные бои в районе северо-западного выступа Курской дуги. Бои происходили в условиях острой нехватки боеприпасов из-за отставания тылов.
Бои местного значения дивизия вела до конца марта 1943 года. Перейдя в непосредственное подчинение командующего 65-й армией генерал-лейтенанта П. Батова, дивизия получила задачу перейти к обороне на занимаемом рубеже. 20 мая 1943 года дивизия сдала обороняемую полосу прибывшим на смену частям и через два дня сосредоточилась в районе города Дмитриева-Льговского Курской области, в лесах на берегу реки Свапа.
25 мая дивизия приступила к инженерному оборудованию её тылового рубежа армии и боевой учёбе. К этому времени стало известно, что на вооружение немецких войск поступили новые танки «Тигр», «Пантера», САУ «Фердинанд». В ходе занятий рассматривались и вопросы уничтожения этих танков, их слабые места.

### Курская битва
Курская битва началась 5 июля 1943 года. Противник нанёс главный удар в направлении на Курск, на основном направлении удара оказались части 13-й и правого крыла 70-й армий. В полосе 65-й армии им нанесён вспомогательный удар. Здесь пехота и танки врага остановлены организованным огнём. В бой 181-я дивизия пока не вступала.
13 июля дивизия по решению командующего Центральным фронтом вошла в состав 70-й армии.
В 5:30 15 июля дивизия с приданным танковым полком перешла в наступление. Несмотря на упорное сопротивление противника, наступление развивалось успешно.
В последующие дни сопротивление врага, ожесточённость боёв не ослабевали. Части дивизии несли потери, но упорно продвигались вперёд. Потери среди личного состава были большими и 13 августа штаб дивизии отдал частям приказ переформировать батальоны в сводные роты.
Дивизия закончила своё участие в Курской битве во второй половине августа.
21 сентября 1943 года за проявленные в ходе битвы доблесть и мужество 181-я стрелковая Сталинградская ордена Ленина дивизия награждена Орденом Красного Знамени.

### Дальнейшее участие в Великой Отечественной войне
Дивизия участвовала в освобождении Чернигова, Коростеня, Луцка, взятии Бреслау (Бреславля).
Дивизия была награждена ещё двумя орденами — Суворова 2-й степени и Кутузова 2-й степени.

## Полное наименование
Полное действительное наименование, по окончании войны — 181-я стрелковая Сталинградская ордена Ленина, Краснознамённая, орденов Суворова и Кутузова дивизия

## В составе
| Дата                | Фронт (округ)     | Армия         | Корпус (группа)                      | Примечания |
| ------------------- | ----------------- | ------------- | ------------------------------------ | ---------- |
| 5 февраля 1943 года |                   | 70-я армия    |                                      |            |
|                     | Центральный фронт | 70-я армия    |                                      |            |
|                     | Центральный фронт | резерв фронта |                                      |            |
|                     | Центральный фронт | 65-я армия    | 2-й гвардейский кавалерийский корпус |            |
|                     | Центральный фронт | 65-я армия    | —                                    |            |
| 13 июля 1943 года   | Центральный фронт | 70-я армия    |                                      |            |

## Состав
| Формирование                                            | Командир                              | Комиссар                              | Примечание |  |
| ------------------------------------------------------- | ------------------------------------- | ------------------------------------- | ---------- |  |
| Управление                                              | см. Командный и начальствующий состав | см. Командный и начальствующий состав |            |  |
| Батарея управления начальника артиллерии дивизии        |                                       |                                       |            |  |
| 288-й Сталинградский стрелковый полк                    | подполковник Пономаренко              |                                       |            |  |
| 271-й Нижне-Волжский стрелковый полк                    | подполковник Л. Дикий                 |                                       |            |  |
| 243-й стрелковый полк                                   |                                       |                                       |            |  |
| 292-й Волжский стрелковый полк                          | майор Сережников Александр Иванович   |                                       |            |  |
| 375-й Челябинский артиллерийский полк                   |                                       |                                       |            |  |
| 168-й отдельный истребительный противотанковый дивизион |                                       |                                       |            |  |
| 73-я разведывательная рота                              |                                       |                                       |            |  |
| 100-й отдельный сапёрный батальон                       | майор Лебедев                         | капитан Трухин                        |            |  |
| 567-й отдельный батальон связи                          |                                       |                                       |            |  |
| 110-й медико-санитарный батальон                        |                                       |                                       |            |  |
| 28-я отдельная рота химической защиты                   |                                       |                                       |            |  |
| 342-я автотранспортная рота                             |                                       |                                       |            |  |
| 69-я полевая хлебопекарня                               |                                       |                                       |            |  |
| 97-й дивизионный ветеринарный лазарет                   |                                       |                                       |            |  |
| 2254-я полевая почтовая станция                         |                                       |                                       |            |  |
| 1783-я полевая касса Государственного банка             |                                       |                                       |            |  |

## Командный и начальствующий состав
- Командиры дивизии:
- Сараев, Александр Андреевич (05.02.1943 — 10.03.1944), генерал-майор;
- Васин, Николай Степанович (11.03.1944 — 23.07.1944), полковник;
- Антонов, Николай Викторович (28.07.1944 — 01.09.1944), полковник;
- Хомич, Иван Фёдорович (02.09.1944 — 15.09.1944), полковник;
- Морозов, Павел Иванович (16.09.1944 — 11.11.1944), полковник;
- Дикий, Леонид Петрович (12.11.1944 — 28.04.1945), полковник;
- Морозов, Павел Иванович (29.04.1945 — 09.05.1945), полковник.

- заместитель командира дивизии по политической части — полковник Пётр Никифорович Кузнецов
- начальник штаба — подполковник Василий Иванович Зайцев

## Награды
- 2 февраля 1942 года — Почетное наименование « Сталинградская» — почетное наименование перешло по наследству от 10-й стрелковой дивизии внутренних войск НКВД СССР.
- 2 декабря 1942 года —  Орден Ленина — орден Ленина перешел по наследству от 10-й стрелковой дивизии внутренних войск НКВД СССР ;
- 21 сентября 1943 года —  Орден Красного Знамени — награждена указом Президиума Верховоного Совета СССР от 21 сентября 1943 года за образцовое выполнение заданий командования на фронте борьбы с немецкими захватчиками и проявленные при этом доблесть и мужество.[2]
- 5 апреля 1945 года —  Орден Суворова II степени — награждена указом Президиума Верховного Совета СССР от 5 апреля 1945 года за образцовое выполнение заданий командования в боях в немецкими захватчиками при форсировании реки Одер северо-западнее города Бреслау (Бреславль) и проявленные при этом доблесть и мужество;[3]
- 4 июня 1945 года —  Орден Кутузова II степени — награждена указом Президиума Верховного Совета СССР от 4 июня 1945 года за образцовое выполнение заданий командования в боях в немецкими захватчиками при овладении городом Бреславль (Бреслау) и проявленные при этом доблесть и мужество;.[4]

## Отличившиеся воины дивизии
20 воина дивизии были удостоены звания Героя Советского Союза, 9 из них не дождались Дня Победы:
- Антонов Василий Петрович, ефрейтор, наводчик станкового пулемёта пулемётной роты 1 батальона 271 стрелкового полка[5];
- Байрамов, Исмаил Халилович, старшина, парторг роты 243-го стрелкового полка, звание присвоено посмертно;
- Вихнин, Залман Давидович, капитан, агитатор 288 стрелкового полка, звание присвоено посмертно;
- Волошин Алексей Прохорович, старший лейтенант, командир артиллерийской батареи 271 стрелкового полка, кавалер ордена Серебряная звезда[6];
- Горбач, Максим Иванович, старшина, командир орудия 168-го отдельного истребительного противотанкового дивизиона;
- Доценко, Иосиф Трофимович, старший лейтенант, командир роты 271 стрелкового полка, звание присвоено посмертно;
- Захаров, Алексей Иванович, старший сержант, наводчик орудия 1-й батареи 168-го отдельного истребительно-противотанкового дивизиона;
- Комок, Аркадий Иванович, сержант, командир расчёта станкового пулемёта 271 стрелкового полка, звание присвоено посмертно;
- Конякин, Александр Фёдорович, капитан, командир батальона 271 стрелкового полка, звание присвоено посмертно;
- Лысанов, Иван Гаврилович, младший сержант, командир отделения разведывательного взвода 288 стрелкового полка;
- Назаров, Александр Александрович, младший лейтенант, командир взвода 243 стрелкового полка, звание присвоено посмертно;
- Ольчев, Николай Данилович, рядовой, наводчик орудия 375 артиллерийского полка;
- Савчук, Григорий Петрович, подполковник, командир 288 стрелкового полка;
- Семёнов, Александр Яковлевич, старшина, командир пулемётного расчёта 243-го стрелкового полка, звание присвоено посмертно;
- Серёжников, Александр Иванович, майор, командир 292 стрелкового полка, звание присвоено посмертно;
- Сериков, Василий Дмитриевич, сержант, командир орудия 288 стрелкового полка, звание присвоено посмертно;
- Сиротин, Алексей Иванович, ефрейтор, наводчик орудия 375-го артиллерийского полка, звание присвоено посмертно;
- Сухарев, Иван Егорович, сержант, разведчик взвода пешей разведки 288 стрелкового полка. Погиб в бою 6 марта 1944 года.
- Тимофеев, Дмитрий Тимофеевич, старшина, помощник командира взвода 271-го стрелкового полка.
- Чапичев, Яков Иудович, майор, агитатор 243-го стрелкового полка, звание присвоено посмертно;

 Кавалеры ордена Славы трёх степеней.
- Бешнов, Иван Михайлович, ефрейтор, разведчик 243 стрелкового полка.
- Лысиков, Владимир Иванович, старший сержант, старшина 73 отдельной разведывательной роты.
- Пархаев, Иван Дмитриевич, старшина, командир отделения отдельной учебной роты дивизии.
- Пузанков, Никита Николаевич, старшина, командир стрелкового отделения 271 стрелкового полка.
- Серебряков, Пётр Акимович, старший сержант, командир миномётного расчёта 271 стрелкового полка.
- Спиридонов, Филипп Романович, сержант, командир взвода 45-мм пушек 2 стрелкового батальона 271 стрелкового полка.

## Память

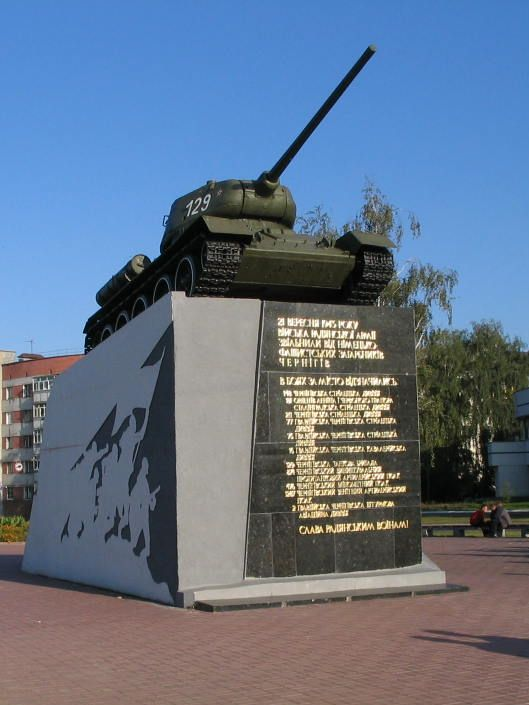
Воинам — освободителям от трудящихся Чернигова

- На Украине в городе Чернигове есть монумент «Воинам-освободителям от трудящихся Чернигова», на котором среди других воинских формирований, освобождавших город, упоминается 181-я Орденов Ленина и Красного знамени Сталинградская стрелковая дивизия.
- В Чернигове также есть памятник «Воины 181 Сталинградской, Ордена Ленина, Краснознамённой стрелковой дивизии, погибшие в боях за освобождение Чернигова 19-21 сентября 1943 г.» Далее идёт список воинов офицерского и рядового состава.

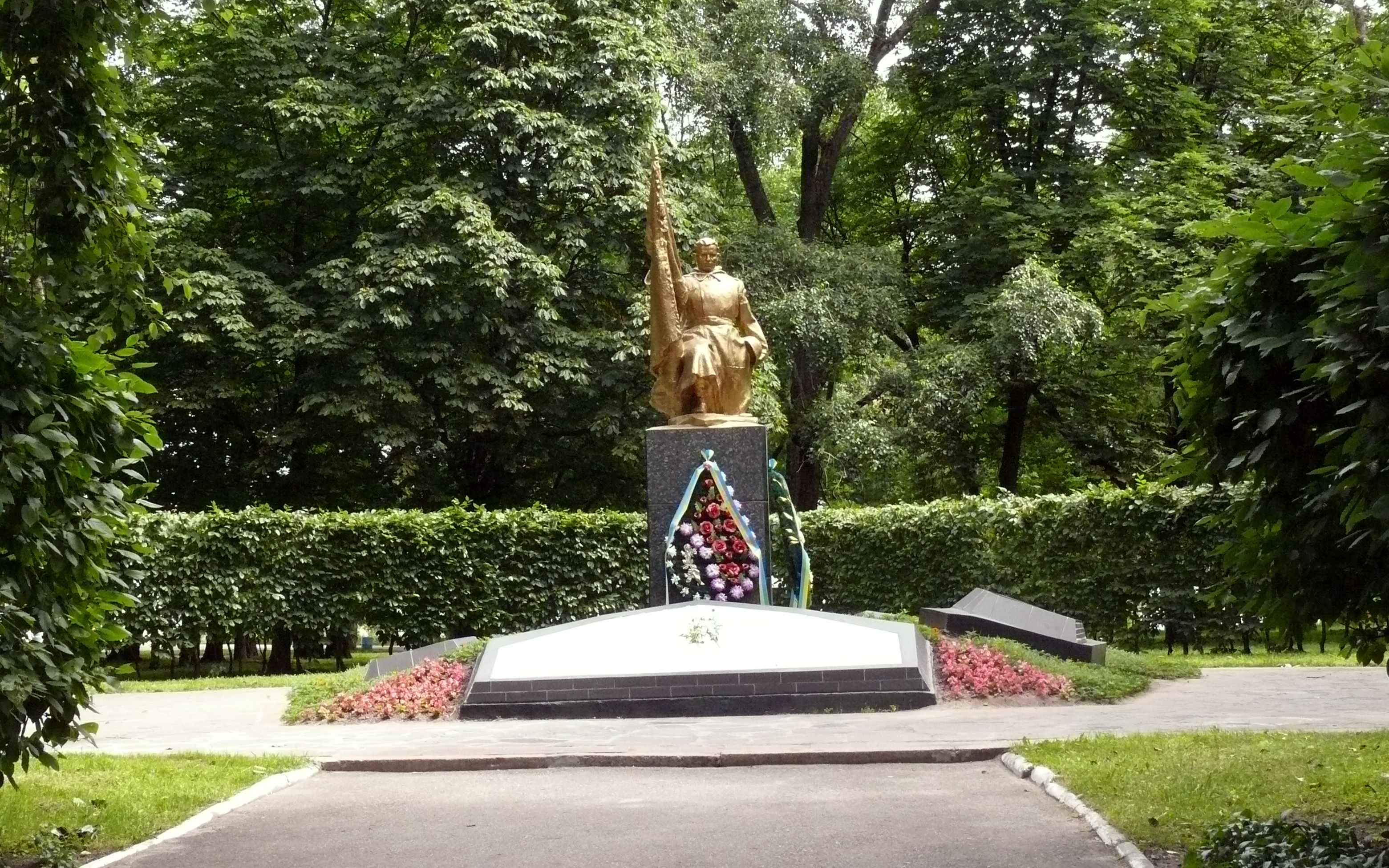
Воины 181 Сталинградской, Ордена Ленина, Краснознамённой стрелковой дивизии… Чернигов